# L’Europe commence à Sarajevo
L’Europe commence à Sarajevo (Europa beginnt in Sarajevo, Kurzbezeichnung: Liste Sarajevo) war eine Liste zur Europawahl in Frankreich 1994. Die Liste wurde vom Philosophen Bernard-Henri Lévy gegründet und vom ehemaligen Gesundheitsminister und Europaparlamentarier Léon Schwartzenberg angeführt. Sie bestand aus bekannten französischen Intellektuellen.
Ziel der Liste war es, die öffentliche Aufmerksamkeit auf die Situation auf dem Balkan zu richten. Im Bosnienkrieg war die bosnische Hauptstadt Sarajevo seit 1992 von Serbien belagert. Die Liste forderte die Aufhebung des Waffenembargos gegen die bosnische Regierung. Die Liste wurde am 15. Mai 1994 nach der Erstaufführung von Levys Dokumentarfilm Bosna! veröffentlicht und Ende Mai in Meinungsumfragen auf 4 % bis 12 % taxiert.
Am 30. Mai erklärte Levy den Rückzug der Liste. Das Ziel, die Europaparlamentarier auf die Situation in Bosnien aufmerksam zu machen sei erfüllt, es sei nie das Ziel gewesen, ins Europaparlament einzuziehen. Formal konnte die Liste aber nicht mehr zurückgezogen werden. Bei der Wahl am 12. Juni entfielen 1,57 % der gültigen Stimmen auf die Liste, sie verpasste damit den Einzug ins Europaparlament.

## Weitere bekannte Listenkandidaten
- Alain Touraine (Platz 13)
- Marina Vlady (Platz 15)
- Pascal Bruckner (Platz 19)
- André Glucksmann (Platz 22)
- Michel Polac (Platz 31)
- Gérard Toulouse (Platz 35)
- François Fejtő (Platz 43)
- Luc Boltanski (Platz 51)
- Nedim Gürsel (Platz 78)